# Palo Mulato (San Miguel)
Palo Mulato (San Miguel) es una comunidad del municipio de Huimanguillo mexicano de Tabasco, cerca de la carretera federal de Villahermosa-Heroica Cárdenas-Coatzacoalcos, de vía libre, y también muy cercana a la carretera costera del Golfo. Palo de mulato es también conocido por la casa del actor Karel Isaías de Jesús más conocido como Chay, junto a su amigo el jorobado de nortedram (Bernabé la zorra), que se les hace un ritual cada 29 de octubre en el honor al nacimiento de meche y Danielito que vive en zapata

## Economía
Hoy la comunidad de Palo Mulato está en un desarrollo económico muy grande debido a la cercanía con la carretera federal, por lo cual la población ha crecido y se ha igualado a la que tenía la comunidad de Carlos Rovirosa (Tulipán). El crecimiento de habitantes ha desarrollado el comercio.

## Vías de comunicación
A esta comunidad se le puede atravesar por la carretera federal libre de Villahermosa-Heroica Cárdenas-Coatzacoalcos.
La ubicación es especial porque es el principal acceso a las comunidades del municipio de Cárdenas Villa Gutiérrez Gómez-Villa Benito Juárez-Campo Magallanes-Sánchez Magallanes

## Servicios
Palo Mulato es una comunidad que cuenta con todos los servicios: agua, luz, drenaje, etc.

### Escuelas
Cuenta con varias primarias, secundarias y preparatorias. Se localiza un CECYTE.